# Beni Mester
Beni Mester (în arabă بنى مستر) este o comună din provincia Tlemcen, Algeria.
Populația comunei este de 18.651 de locuitori (2008).